# أحمد بن بركة بن يحيى أبو بكر البقال
هو أحمد بن بركة بن يحيى أبو بكر البقال، البغدادي. وكان محدثاً من رواة الحديث عند أهل السنة والجماعة، صحيح السماع، ولقد روى عن أبي القاسم بن اليسري وعاصم العاصمي (المتوفي عام 483هـ).

## وفاته
توفي في بغداد ليلة الأربعاء 19 شعبان عام 531 هـ/12 أيار 1137م، ودفن في المقبرة الوردية.